# 拜谢涅德
拜谢涅德，是匈牙利索博尔奇-索特马尔-贝拉格州所辖的一个村。总面积9.45平方公里，总人口650，人口密度68.8人/平方公里（2011年1月1日）。